# Fußball-Weltmeisterschaft 1950/Vereinigte Staaten
Dieser Artikel behandelt die US-amerikanische Nationalmannschaft bei der Fußball-Weltmeisterschaft 1950.

## Qualifikation
| Mexiko             | - | Vereinigte Staaten | 6:0 |
| Kuba               | - | Vereinigte Staaten | 1:1 |
| Mexiko             | - | Vereinigte Staaten | 6:2 |
| Vereinigte Staaten | - | Kuba               | 5:2 |

## US-amerikanisches Aufgebot
| Nummer / Name | Nummer / Name     | Damaliger Verein         | Geburtstag | Länderspiele |
| Torhüter      | Torhüter          | Torhüter                 | Torhüter   | Torhüter     |
| ------------- | ----------------- | ------------------------ | ---------- | ------------ |
|               | Frank Borghi      | St. Louis Simpkins-Ford  | 09.04.1925 |              |
|               | Gino Gardassanich | Chicago Slovaks          | 26.11.1922 |              |
| Abwehr        |                   |                          |            |              |
|               | Robert Annis      | St. Louis Simpkins-Ford  | 05.09.1928 |              |
|               | Geoff Coombes     | Chicago Vikings          | 23.04.1919 |              |
|               | Harry Keough      | St. Louis McMahon        | 15.11.1927 |              |
|               | Joe Maca          | Brooklyn Hispano         | 28.09.1920 |              |
| Mittelfeld    |                   |                          |            |              |
|               | Walter Bahr       | Philadelphia Nationals   | 01.04.1927 |              |
|               | Charlie Colombo   | St. Louis Simpkins-Ford  | 20.07.1920 |              |
|               | Ed McIlvenny      | Philadelphia Nationals   | 21.10.1924 |              |
| Angriff       |                   |                          |            |              |
|               | Robert Craddock   | Pittsburgh Harmarville   | 05.09.1923 |              |
|               | Nicholas DiOrio   | Pittsburgh Harmarville   | 04.02.1921 |              |
|               | Joe Gaetjens      | New York Brookhattan     | 19.03.1924 |              |
|               | Benny McLaughlin  | Philadelphia Nationals   | 10.04.1928 |              |
|               | Frank Moniz       | Fall River Ponta Delgada | 26.11.1911 |              |
|               | Gino Pariani      | St. Louis Simpkins-Ford  | 21.02.1928 |              |
|               | Ed Souza          | Fall River Ponta Delgada | 22.09.1921 |              |
|               | John Souza        | Fall River Ponta Delgada | 12.07.1920 |              |
|               | Frank Wallace     | St. Louis Simpkins-Ford  | 15.07.1922 |              |
|               | Adam Wolanin      | Chicago Eagles           | 13.11.1919 |              |
| Trainer       |                   |                          |            |              |
|               | William Jeffrey   |                          | 03.08.1892 |              |

## Spiele der US-amerikanischen Mannschaft

### Vorrunde
- Spanien –  Vereinigte Staaten 3:1 (0:1)

Stadion: Estádio Durival Britto e Silva (Curitiba)
Zuschauer: 9.000
Schiedsrichter: Viana (Brasilien)
Tore: 0:1 J. Souza (17.), 1:1 Basora (75.), 2:1 Basora (78.), 3:1 Zarra (85.)
- Vereinigte Staaten –  England 1:0 (1:0)

Stadion: Estádio Independência (Belo Horizonte)
Zuschauer: 10.000
Schiedsrichter: Dattilo (Italien)
Tore: 1:0 Gaetjens (38.)
- Chile –  Vereinigte Staaten 5:2 (2:0)

Stadion: Estádio Ilha do Retiro (Recife)
Zuschauer: 8.000
Schiedsrichter: Gardelli (Brasilien)
Tore: 1:0 Robledo (16.), 2:0 Riera (32.), 2:1 Wallace (47.), 2:2 J.Souza (48.) 11m, 3:2 Cremaschi (54.), 4:2 Prieto (60.), 5:2 Cremaschi (82.)
Favorit in Gruppe II waren eindeutig die Engländer. Der Einstieg gegen Chile (2:0) lief auch vortrefflich. Die USA (zuvor 1:3 gegen Spanien) im zweiten Spiel waren krasser Außenseiter. Superstar Stan Matthews sollte für das Spanien-Spiel geschont werden und reiste daher nicht nach Recife. In einer der größten WM-Sensationen unterlag England gegen die Amis jedoch mit 0:1 (37., Gaetjens). Da die konsternierten Engländer auch gegen Spanien in Bestbesetzung kein Tor erzielten, aber durch Zarra (49.) eines hinnehmen mussten, war Spanien überraschend Gruppensieger.